# 3702-es busz
A 3702-es jelzésű autóbuszvonal Miskolc, Szirmabesenyő és Sajókeresztúr között húzódó regionális vonal, amelyet a Volánbusz Zrt. üzemeltet.

## Útvonala
A miskolci autóbusz-állomásról indul. A 26-os főúton halad Kazincbarcika felé a Szentpéteri kapun keresztül, miközben vele párhuzamosan a Miskolc–Bánréve–Ózd- és a Miskolc–Tornanádaska-vasútvonal közös vonalszakasza található, 10 percen belül elhagyja a megyeszékhelyet, azonban a vonal 5. kilométerében található szirmabesenyői elágazásban lekanyarodik a falu felé. Keresztezi a Szirmabesenyő megállóhelyet, majd a településen több irányba közlekedik. Járatainak egy része az egykori Sajóbesenyő településrészét is kiszolgálják, másik része a község Kisboldogasszony-templomjánál halad tovább északi irányban, a Sajó folyó partján. A majdhogy vele összenőtt faluban, Sajókeresztúron végállomásozik, mégpedig annak északi csücskében.

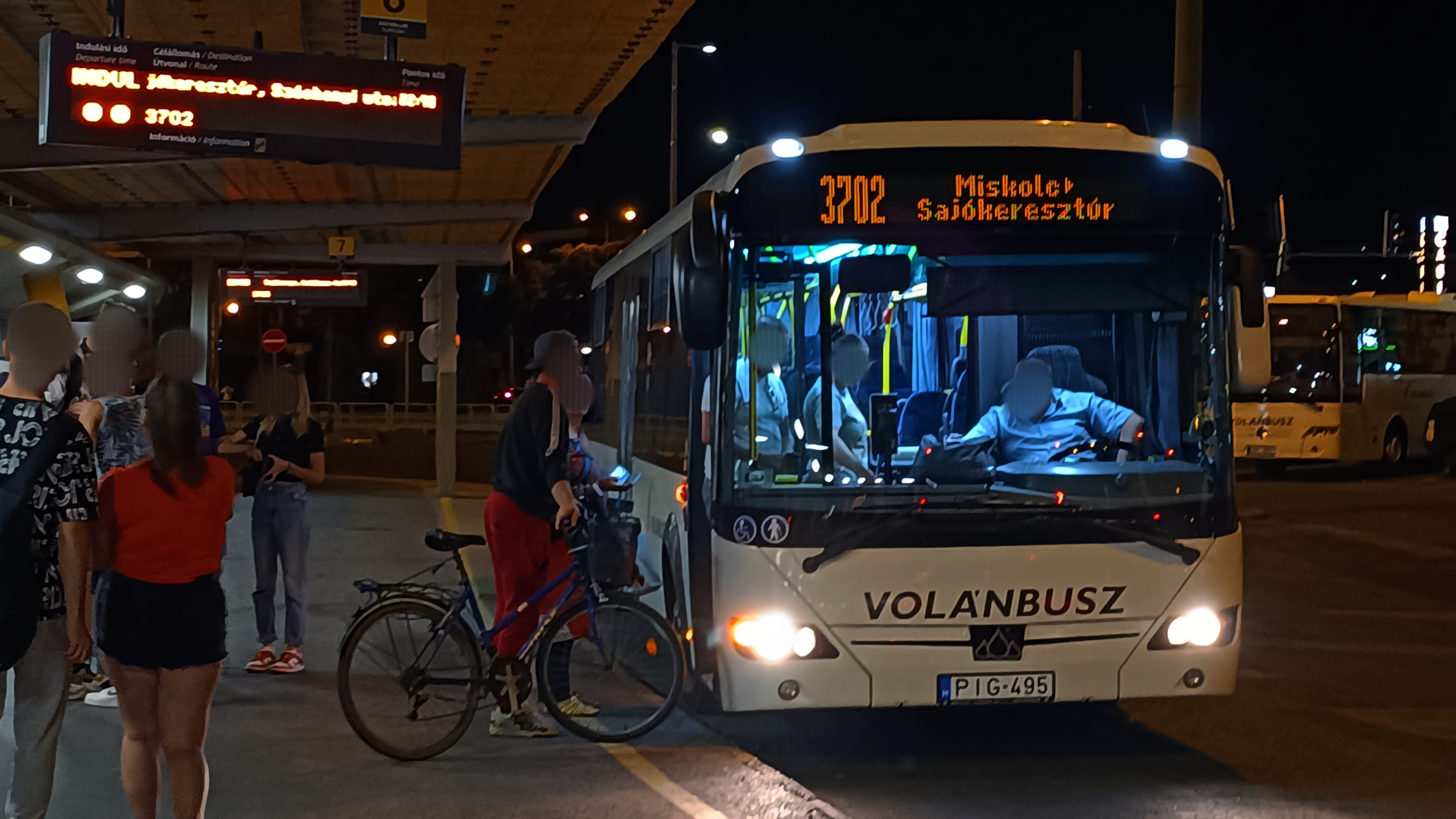
A nap utolsó járata indul a Búza térről

Hajdanán a Drótműtől is léteztek járatok, azonban 2018 decembere során az eljutás megszűnt oda.

## Közlekedése
Indításszáma magas, a Miskolc agglomerációjában fekvő Sajókeresztúr is jó összeköttetésben van a megyeszékhellyel. A települést közvetlenül Sajóbábony (3757) és Boldva (3777) felé közlekedő autóbuszokkal lehet megközelíteni, valamint vasúttal is (Sajókeresztúr megállóhely), viszont a 3776-os és 3797-es buszvonalak is kitérnek ide. 
A Volánbusz 2024. augusztus 17-ei menetrend-módosítással megszűnt a S.E.G.A. cégnél levő megállóhely, ezáltal a 3702-es buszok sem térnek ki ezentúl.
| Viszonylat                                       | Indításszám       | Közlekedési rend          |
| ------------------------------------------------ | ----------------- | ------------------------- |
| Miskolc, aut. áll. – Sajókeresztúr, Széchenyi u. | 13 oda, 15 vissza | tanítási napokon          |
| Miskolc, aut. áll. – Sajókeresztúr, Széchenyi u. | 14 pár            | tanszünetben munkanapokon |
| Miskolc, aut. áll. – Sajókeresztúr, Széchenyi u. | 12 oda, 11 vissza | szabadnapokon             |
| Miskolc, aut. áll. – Sajókeresztúr, Széchenyi u. | 9 oda, 8 vissza   | munkaszüneti napokon      |

## Megállóhelyei
| 0 | Miskolc, autóbusz-állomás végállomás     | 0.0 km  | 1, 1G, 3, 3A, 4, 7, 11, 12G, 20, 20A, 24, 28, 32, 34G, 35, 43, 44, 45, 101B, 900, 914, 935 1050, 1053, 1369, 1370, 1372, 1373, 1374, 1375, 1376, 1377, 1380, 1381, 1383, 1384, 1410, 1411 3700, 3701, 3703, 3704, 3705, 3706, 3707, 3708, 3709, 3710, 3711, 3712, 3714, 3715, 3716, 3717, 3718, 3719, 3720, 3721, 3722, 3723, 3724, 3726, 3727, 3728, 3729, 3730, 3731, 3733, 3734, 3735, 3736, 3737, 3738, 3739, 3740, 3741, 3742, 3743, 3744, 3745, 3746, 3747, 3748, 3749, 3750, 3751, 3752, 3753, 3754, 3755, 3757, 3760, 3761, 3764, 3765, 3766, 3767, 3770, 3772, 3773, 3774, 3775, 3776, 3777, 4019 |
| 1 | Miskolc, Leventevezér utca               | 1.2 km  | 3, 12, 12G, 14, 14G, 20, 36, 54, 914 3700, 3701, 3703, 3704, 3705, 3707, 3714, 3754, 3757, 3760, 3761, 3763, 3764, 3765, 3770, 3772, 3773, 3774, 3775, 3776, 3777 |
| 2 | Miskolc, megyei kórház                   | 1.9 km  | 3, 3A, 12, 12G, 14, 14G, 20, 24, 36, 54, 914 1369, 1384, 1410, 1411 3700, 3701, 3703, 3704, 3705, 3707, 3708, 3709, 3711, 3714, 3754, 3757, 3760, 3761, 3763, 3764, 3765, 3766, 3767, 3769, 3770, 3772, 3773, 3774, 3775, 3776, 3777 |
| 3 | Miskolc, repülőtér bejárati út           | 2.8 km  | 3, 3A, 8, 12, 12G, 14, 14G, 20, 24, 36, 54, 240, 914 1369, 1384, 1410, 1411 3700, 3701, 3703, 3704, 3705, 3707, 3708, 3709, 3711, 3714, 3754, 3757, 3760, 3761, 3763, 3764, 3765, 3766, 3767, 3769, 3770, 3772, 3773, 3774, 3775, 3776, 3777 |
| 4 | Miskolc, Stromfeld laktanya              | 3.9 km  | 1369, 1384, 1410, 1411 3700, 3701, 3703, 3704, 3705, 3707, 3708, 3709, 3711, 3714, 3754, 3757, 3760, 3761, 3763, 3764, 3765, 3766, 3767, 3769, 3770, 3772, 3773, 3774, 3775, 3776, 3777 |
| 5 | Szirmabesenyői elágazás                  | 5.0 km  | 3700, 3701, 3703, 3704, 3705, 3707, 3708, 3709, 3711, 3714, 3754, 3757, 3760, 3761, 3763, 3764, 3765, 3770, 3772, 3773, 3774, 3775, 3776, 3777, 3797 |
| 6 | Szirmabesenyő vasúti megállóhely         | 5.7 km  | 3700, 3701, 3705, 3714, 3757, 3777, 3797 személyvonat – Szirmabesenyő [94.] |
| 7 | Szirmabesenyő, egészségügyi központ      | 6.1 km  | 3700, 3701, 3705, 3714, 3757, 3777, 3797 |
| Tanítási napokon 15; tanszünetben munkanapokon 17; szabadnapokon 16; munkaszüneti napokon 11 alkalommal érintett. |                                          |         | |
| ∫ | Szirmabesenyő, Széchenyi utca 7.         | ∫       | 3700, 3701, 3705 |
| ∫ | Szirmabesenyő, alsó                      | ∫       | 3700, 3701, 3705 |
| ∫ | Szirmabesenyő, Széchenyi utca 7.         | ∫       | 3700, 3701, 3705 |
| 8 | Szirmabesenyő, ABC áruház                | 6.8 km  | 3700, 3701, 3705, 3714, 3757, 3777, 3797 |
| 9 | Szirmabesenyő, templom                   | 7.1 km  | 3700, 3701, 3705, 3714, 3757, 3777, 3797 |
| 10 | Szirmabesenyő, Alkotmány utca            | 7.8 km  | 3757, 3777 |
| 11 | Sajókeresztúr, Vörösmarty utca           | 8.8 km  | 3757, 3777 |
| 12 | Sajókeresztúr, posta                     | 9.6 km  | 3757, 3776, 3777, 3797 |
| 13 | Sajókeresztúr, művelődési ház            | 10.1 km | 3777 |
| 14 | Sajókeresztúr, Széchenyi utca végállomás | 10.5 km | 3777 |